# Cloruro di tionile
Il cloruro di tionile, SOCl2, è il cloruro dell'acido solforoso; può essere visto anche come un'anidride mista di acido solforoso e acido cloridrico.
A temperatura ambiente è un liquido incolore se puro (a volte giallastro, per impurezze) corrosivo e dall'odore irritante. Subisce rapida idrolisi in presenza di acqua dando acido cloridrico e anidride solforosa, da cui deriva il suo effetto lacrimogeno. 
{\displaystyle {\ce {SOCl2 + H2O -> SO2 + 2 HCl}}}
Pericoloso per inalazione e per contatto, si decompone a temperature superiori a 140 °C.
Industrialmente viene preparato per clorurazione dell'anidride solforica (SO3) con dicloruro di zolfo (SCl2), o dall'anidride solforosa (SO2) con pentacloruro di fosforo (PCl5).
Gli schemi di reazione sono i seguenti:
{\displaystyle {\ce {SO3 + SCl2 -> SOCl2 + SO2}}}
{\displaystyle {\ce {SO2 + PCl5 -> SOCl2 + OPCl3}}}
Eventualmente si può preparare anche a 180 - 200 °C da zolfo, cloro e ossigeno nei rapporti stechiometrici in presenza di carbone attivo come catalizzatore. Per raffreddamento condensa poi cloruro di tionile che viene depurato per distillazione.
In acqua si idrolizza ad acido cloridrico e acido solforoso
, il quale è troppo debole per esistere e decompone immediatamente ad acqua
e anidride solforosa
. Ad alta temperatura reagisce con lo zolfo per dare cloruro di zolfo, e anche con acido solfidrico per dare acido cloridrico, anidride solforosa e zolfo.

## Usi
Il cloruro di tionile è ampiamente utilizzato in sintesi organica per convertire alcoli nei corrispondenti cloruri alchilici e acidi carbossilici in cloruri acilici. Nella reazione con gli alcoli il cloruro di tionile, dopo una preliminare eliminazione di HCl, cede un Cl al carbonio alcolico prendendosi l'ossigeno di quest'ultimo secondo un meccanismo concertato a quattro centri, preservando la configurazione del carbonio alcolico. Questo è il meccanismo di sostituzione nucleofila interna SNi. I cloruri alchilici e acilici così ottenuti sono utili intermedi di sintesi in quanto sono molto più reattivi rispetto ai composti di partenza. Per avere i bromuri basta usare SOBr2. 
{\displaystyle {\ce {R-OH + O=SCl2 -> R-Cl + SO2 + HCl}}}
{\displaystyle {\ce {R-C(O)OH + O=SCl2 -> R-C(O)Cl + SO2 + HCl}}}
In chimica analitica qualitativa viene utilizzato per il riconoscimento degli acidi carbossilici, assieme al pentacloruro di fosforo e all'ossicloruro di fosforo. Gli acidi carbossilici infatti, per poter essere attivati per il saggio di Angeli e Rimini, vengono trattati con il cloruro di tionile, andando a formare il corrispettivo cloruro acilico.
Altri utilizzi industriali riguardano la produzione di batterie al litio-cloruro di tionile e agenti nervini in ambito militare.
Interessante l'uso anche per elettrodeposizioni di rivestimenti metallici da solventi non acquosi.

### Batterie
Il cloruro di tionile è un componente di alcune batterie al litio, di cui costituisce l'elettrodo positivo (anodo), con il litio formante l'elettrodo negativo (catodo); l'elettrolita è tipicamente tetracloroalluminato di litio. La reazione complessiva è
{\displaystyle {\ce {4Li + 2 SOCl2 -> 4 LiCl + S + SO2}}}
Queste batterie sono non ricaricabili, ma rispetto ad altri tipi di batterie al litio hanno molti vantaggi, come una elevata densità di energia, una vasta gamma di temperature di funzionamento e una maggiore durata di stoccaggio e di vita operativa; tuttavia la preoccupazione per l'elevato costo e la sicurezza ne hanno limitato l'uso. Il contenuto delle batterie a cloruro di tionile è altamente tossico e richiede particolari procedure di smaltimento, inoltre batterie di questo tipo potrebbero esplodere se in corto circuito.